# Lucrécio de Braga
Lucrécio, arcebispo de Braga (em latim: Lucretius; c. 500 — c. 569) foi um arcebispo católico romano, do Reino Suevo, que presidiu ao Primeiro Concílio de Braga, sendo notório o foco da Igreja Católica local em extinguir os ainda remanescentes priscilianistas. Sucedeu a Eleutério na sede episcopal de Braga algures antes de 561, data do Primeiro Concílio de Braga, e sucedeu-lhe, por volta de 569, Martinho de Dume, o apóstolo dos Suevos.
Este bispo, foi representado por Vigila, no seu Codex Vigilanum (também por vezes referido como Codex Albeldensis), presente com o rei suevo Ariamiro e os bispos André e Martinho.